# Curtiss CS
El Curtiss CS (o Model 31) fue un avión de reconocimiento y torpedero usado por la Armada de los Estados Unidos durante los años 20 del siglo XX. 

## Diseño y desarrollo
Era un gran biplano monomotor con alas sin decalaje de un solo vano, siendo el diseño convencional en todos los aspectos, salvo que el ala inferior tenía mayor envergadura que la superior. El CS fue construido para permitir que su tren de aterrizaje fuese fácil y rápidamente intercambiable entre un tren de ruedas de patín de cola, y dos flotadores para operar en el agua. La provisión para llevar un torpedo estaba semiembutida en la parte inferior del fuselaje, combinada detrás de un carenado aerodinámico. El piloto y el artillero se sentaban en cabinas abiertas en tándem, mientras que se proporcionó acomodación dentro del fuselaje para un tercer tripulante que hacía de bombardero y operador de radio. Esta estación también fue provista de una escotilla dorsal por detrás de la posición del artillero, y una burbuja ventral por detrás del rebaje del torpedo, que era usada para apuntar bombas o torpedos.
Curtiss produjo seis prototipos CS-1 para la Armada en 1923, que en su mayoría fueron usados en pruebas de motor. Se construyeron dos ejemplares del mejorado CS-2 el año siguiente y establecieron una serie de récords mundiales de velocidad, distancia y permanencia en el aire para hidroaviones de su clase. La Armada ordenó producir tanto el CS-1 como el CS-2, pero cuando Curtiss ofertó un precio de 32 000 dólares por avión, Martin lo rebajó con una oferta de 25 200 dólares por cada CS-1 y 19 863 por cada CS-2, y ganó el contrato. Curtiss se negó a entregar los juegos completos de planos y datos a Martin, por lo que las máquinas construidas por Martin fueron en parte objeto de ingeniería inversa realizada a partir de un CS-1 construido por Curtiss, proporcionado por la Armada. Por la época en que los aviones construidos por Martin fueron entregados en 1925-26, el sistema de designación de la Armada había cambiado, y entraron en servicio como SC-1 y SC-2. Los SC-2 construidos por Martin adolecían de pobres características de manejo y pronto recibieron el apodo "Sea Cow" (Vaca Marina). Mientras tanto, la Naval Aircraft Factory realizó extensas modificaciones en los dos Curtiss CS-2 que provocaron que fueran designados CS-3. Martin llevó a cabo más desarrollos del diseño como T3M y T4M, y finalmente también Great Lakes, como TG.

## Historia operacional
En 1924, el CS-2 fue usado para batir numerosos récords mundiales para hidroaviones de su clase, en tres vuelos de largo alcance. El primero tuvo lugar en la noche del 22 al 23 de junio, cuando los Tenientes Frank Wead y John D. Price establecieron cinco récords (distancia (1544,75 km), duración (13 h, 23 min, 15 s), velocidad sobre 500 km (117,74 km/h), velocidad sobre 1000 km (119,12 km/h) y velocidad sobre 1500 km (118,96 km/h)). Entre el 11 y el 12 de julio, los mismos pilotos romperían de nuevo los récords de distancia y duración (1594,58 km en 14 h, 53 min, 44 s). El 10 de octubre, estos mismos dos récords serían superados por los Tenientes Andrew Crinkley y Rossmore Lyon en un vuelo de 2342 km y 20 h, 28 min. Aunque esto habría supuesto nuevos récords mundiales, el vuelo no fue cronometrado oficialmente, y por ello no fue reconocido.
El 23 de septiembre de 1925, la Armada estadounidense voló 23 hidroaviones Curtiss CS-1 al Bay Shore Park en la Bahía de Chesapeake, a 14 millas al SE de Baltimore, Maryland, un viernes, con la intención de realizar una exhibición aérea antes de la Carrera del Trofeo Schneider de 1925 del sábado, pero esa noche, vientos huracanados rompieron las cuerdas de amarre y anclado de tres pulgadas de 17 de los biplanos, que fueron empujados contra la costa o se estrellaron contra los malecones, destruyéndose siete y resultando dañados otros diez aparatos. El Baltimore Evening Sun de la siguiente mañana tenía el titular "Desastre aeronáutico en el Puerto propina fuerte golpe a la Armada", y citaba al General William "Billy" Mitchell, que calificó la pérdida de los CS-1 como "asombrosa" y culpó a la mala gestión de la Armada de su programa de aviación.

## Variantes

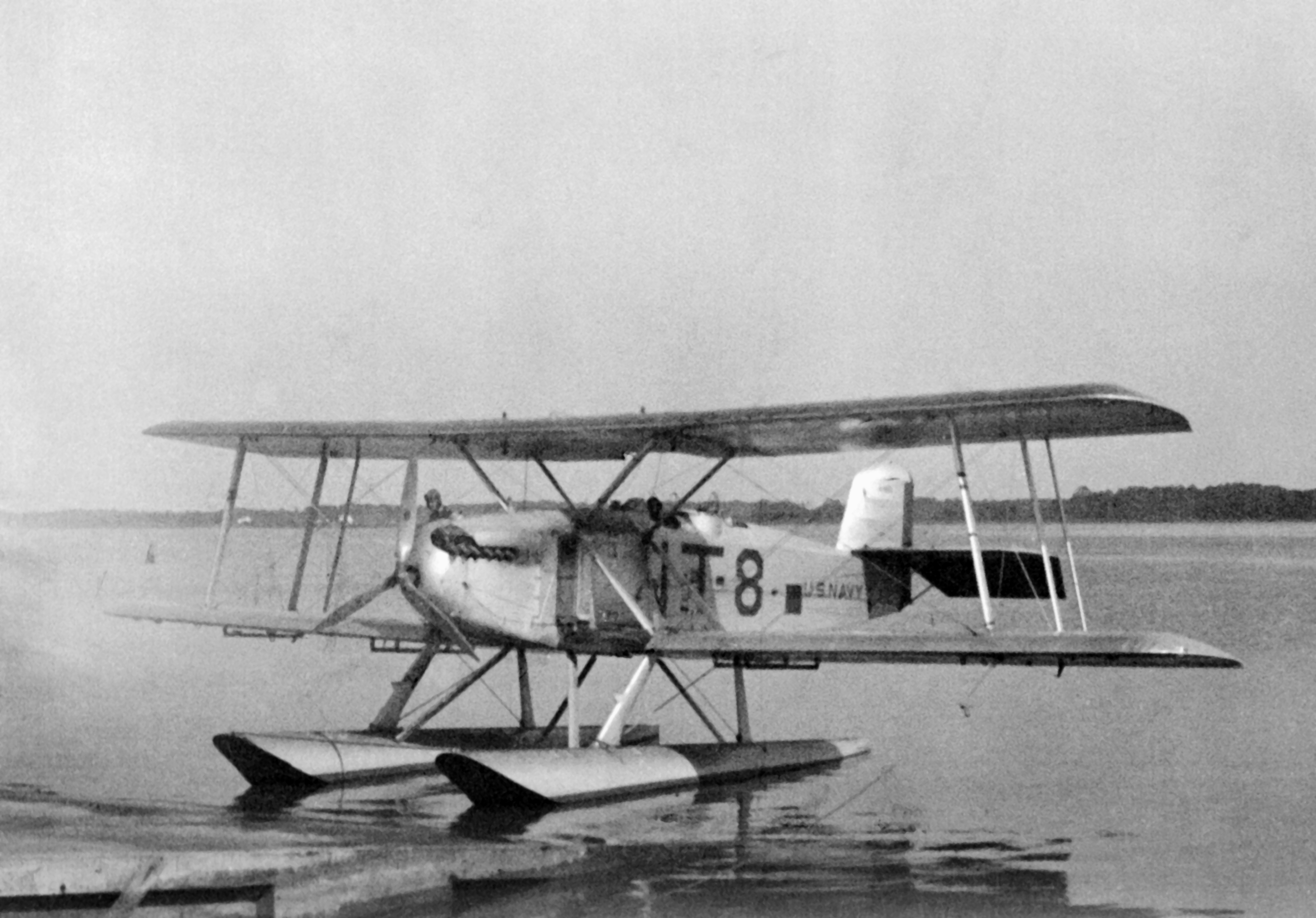
Martin SC-1 en Langley.

Curtiss CS-1
Ejemplares iniciales prototipo/de producción, propulsados por un motor Wright T-2 de 395 kW (530 hp). Seis construidos por Curtiss.
Curtiss CS-2
Versión mejorada con motor Wright T-3 de 448 kW (600 hp) y más combustible. Uno convertido desde CS-1 y dos aviones nuevos construidos por Curtiss.
Curtiss CS-3
CS-2 modificado, con motor con caja reductora. Uno convertido. Formó la base del Martin T3M.
Martin SC-1
Versión de producción construida por Martin del CS-1. 35 construidos.
Martin SC-2 (T2M-1)
Versión de producción construida por Martin del CS-2. 40 construidos.
Martin XSC-6
Conversión de SC-1 con motor Packard 1A-2500 de 545 kW (730 hp).
Martin SC-6
SC-1 equipado con motor 1A-2500.
XSC-7
Conversión de SC-1 con motor T-3A y peso cargado aumentado.

## Operadores
Estados Unidos
- Armada de los Estados Unidos

## Especificaciones (SC-2 terrestre)
Referencia datos: United States Navy Aircraft since 1911

### Características generales
- Tripulación: Tres
- Longitud: 11,51 m
- Envergadura: 17,25 m
- Altura: 4,47 m
- Superficie alar: 79,5 m2
- Peso vacío: 2271 kg
- Peso cargado: 3820 kg
- Planta motriz: 1× motor lineal V-12 refrigerado por agua Wright T-3.
  - Potencia: 436 kW (585 hp)

### Rendimiento
- Velocidad máxima operativa (Vno): 166 km/h
- Alcance: 1638 km
- Techo de vuelo: 2400 m (8000 pies)
- Tiempo a altitud: 10 min a 610 m (2000 pies)

### Armamento
- Ametralladoras: 

  - 1 de fuego trasero en un montaje anular
- Otros: 

  - 1x torpedo de 734 kg

### Secuencias de designación
- Secuencia Numérica (interna de Curtiss): ← 28 - 29 - 30 - 31 - 32 - 33 - 34A/G/I/O/C/D/E/H/K/P →
- Secuencia S_C (Exploradores (Scout) de la Armada estadounidense, 1922-1946 (Curtiss, 1922-1962)): CS - S2C - S3C - S4C →
- Secuencia T_M (Torpederos de la Armada estadounidense, 1922-1935 (Martin, 1922-1962)): TM - T2M - T3M - T4M - T5M →

### Listas relacionadas
- Anexo:Aeronaves militares de los Estados Unidos (navales)